# Machine à pointer
Pour la machine à pointer permettant de vérifier le temps de travail des salariés, voir pointeuse.

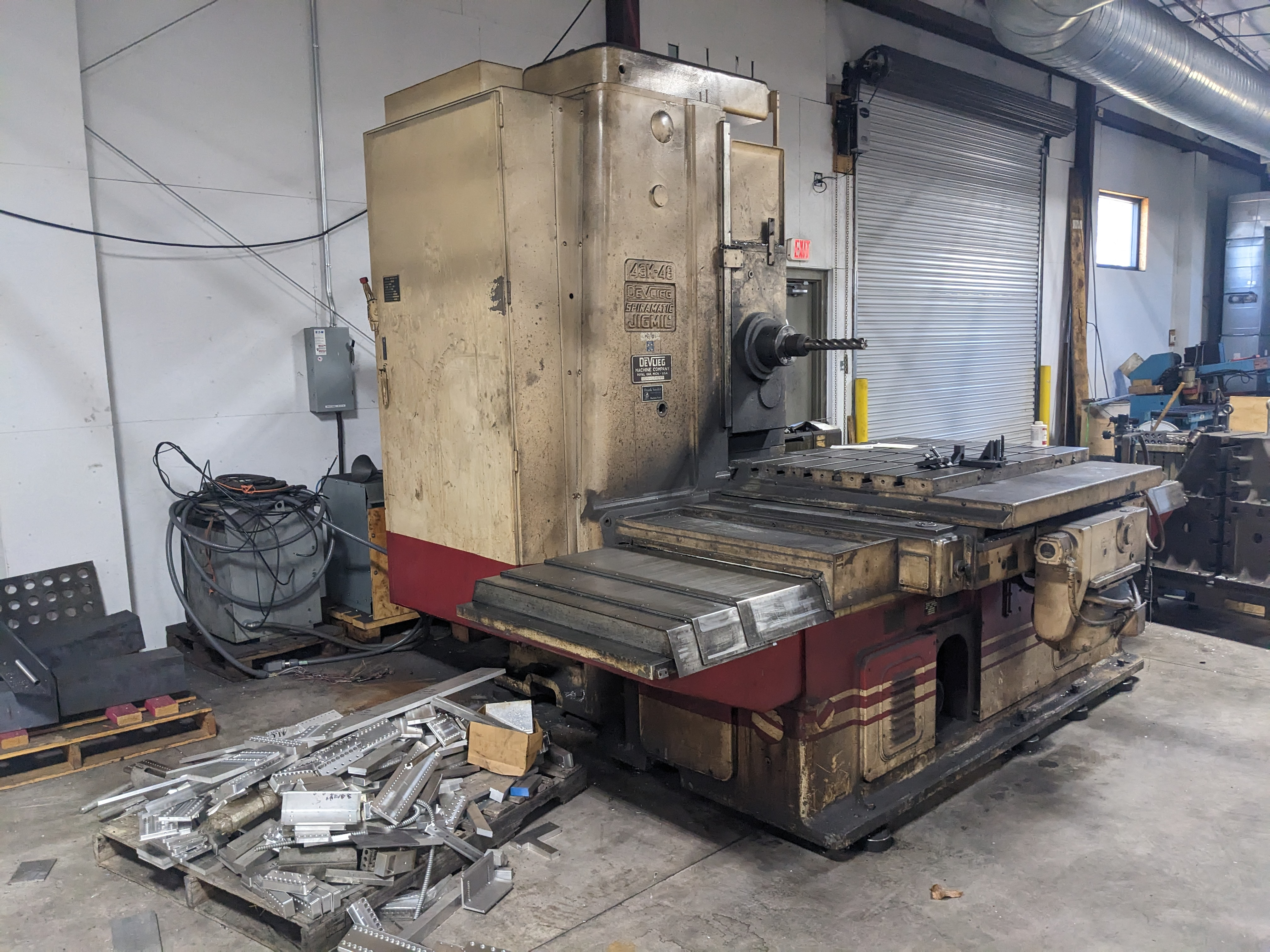
Une machine à pointer DeVlieg 43K-48.

La machine à pointer a pour but de situer matériellement, avec une très grande précision, l’emplacement d’un point défini par ses coordonnées polaires ou rectangulaires.

## Origine
Utilisée à l’origine dans l’industrie horlogère pour situer et pointer avec précision la position exacte d’un trou qui était ensuite exécuté sur une autre machine. Les déplacements du pointeur étaient assurés par vis et écrou de précision.
En 1921, le système de pointage fut amélioré et remplacé par une broche qui permit, après positionnement exact d’aléser directement la pièce sans démontage et avec une précision de l’ordre de cinq micromètres.
En 1934, un nouveau type de machine, appelé « machine Hydroptic » de la SIP où les déplacements de l’outil sont contrôlés par visées au microscope sur deux règles étalons de très haute précision. Les déplacements vis-écrou de la table sont remplacés par des commandes hydrauliques plus souples avec une précision de deux micromètres.

## Construction
Pour les besoins de l’industrie, ces machines couvrent un large éventail de possibilités d’usinage : de la simple machine à une broche à celle à deux broches pouvant exécuter des pièces importantes avec une grande précision pour diverses phases comme le perçage, l’alésage, le fraisage, etc. Les montages d’usinage sont alors remplacés par des plateaux diviseurs à lecture optique les rendant ainsi universels. L’utilisation du système « machine à pointer » est étendue sur d’autres machines comme le tour vertical où la précision, le temps d’usinage et le poids de la pièce interdit tout démontage.
Le développement de l’informatique et des données numériques issues de la DAO a accentué le perfectionnement, la précision et le temps d’usinage.

## Accessoires
Les machines à pointer ou système de pointage utilisent différents accessoires permettant le positionnement précis des pièces :
- Lunette et équerre de visée,
- microscope oculaire micrométrique,
- pinule de centrage
- plateau diviseur
- cale étalon,
- comparateur (appareil de mesure),

### Sources
- Cours de perfectionnement BPD et BTSBE, automobiles Peugeot Sochaux, 1969-1976.
- Encyclopédie pratique, application mécanique, édition Quillet, 1961.